# Этельхельм
Этельхельм (др.-англ. Æthelhelm) — старший из двух известных сыновей короля Уэссекса Этельреда I. Его матерью по всей видимости была Вульфрида.

## Биография

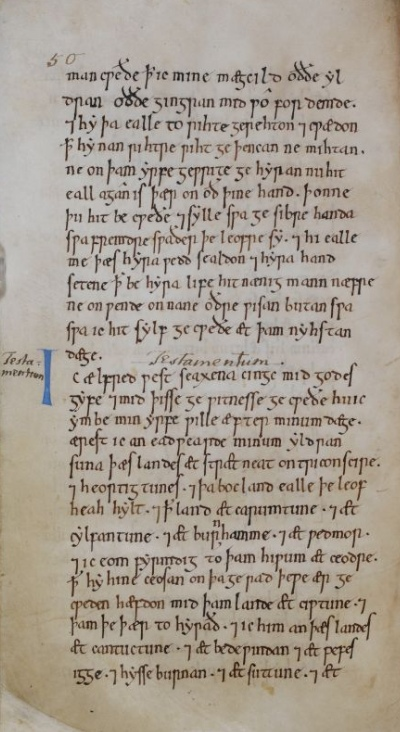
Завещание Альфреда Великого, датированное 873—888 годами, по которому Этельхельм получил землю (копия XI века, Британская библиотека)

Сыновья Этельреда были слишком молоды, чтобы занять трон, когда их отец умер в 871 году, и трон перешёл к их дяде Альфреду. Единственной точным подтверждением существования Этельхельма является завещание Альфреда середины 880-х годов, в котором он называет племянника своим бенефициаром. Вероятно, он умер в следующем десятилетии.
Некоторые историки предложили отождествить его с элдорменом Уилтшира Этельхельм, который, вероятно, являлся отцом Эльфледы, второй жены Эдуарда Старшего. Однако Барбара Йорк отвергла эту идею, утверждая, что этелинги (принцы королевской династии, которые имели право стать королями) обычно не становились элдорменами; также в гранте Альфреда элдормену Этельхельму не указывается на родство между ними; кроме того враждебный настрой к браку короля Эдвига со своей дальней родственницей Эльфгифу показывает, что брак между Эдуардом и дочерью его двоюродного брата был бы запрещён как кровосмесительный.
После смерти Альфреда в 899 году его младший брат Этельвольд оспаривал правопреемство и погиб в битве.
Историк Этельвард (умер около 998 года) утверждал, что является потомком короля Этельреда I, и, таким образом, может быть потомком Этельхельма. Некоторые генеалоги предполагают, что Годвинсоны произошли от Этельреда I по линии Этельхельма, однако почти все историки отвергают эту идею.